# Regno di Kenedugu
Il regno di Kenedugu, (in senufo: Făngi Kenedugu; in francese: Royaume du Kénédougou) fu uno stato precoloniale dell'Africa occidentale, stabilito nella parte sudorientale dell'attuale Mali, così come in parti della Costa d'Avorio settentrionale e del Burkina Faso occidentale.

## Storia
Kenedugu, che significa "paese della pianura", fu fondato nel XVII secolo dal clan diula dei Traoré, giunti nel territorio da ovest, probabilmente dall'area di Kankan, oggi in Guinea. Il regno, abitato principalmente dal popolo senufo, adottò alcune pratiche mandé, come il titolo reale di faama. Era situato in una posizione conveniente per dominare lo scambio commerciale tra il deserto e la foresta. Nonostante la classe dominante diula fosse di religione islamica, i senufo mantenevano in gran parte le pratiche religiose tradizionali, fatto che mise il regno in contrasto con gli stati musulmani a nord.
Nanka Traoré divenne il primo sovrano di Kenedugu e diede inizio alla dinastia, che sarebbe durata fino alla fine del XIX secolo. Ci sono poche informazioni sugli anni di formazione del regno, ma circa cinque o sette faama governarono tra la fondazione della dinastia e Duala Ba Traoré. In questo periodo, L'esistenza di Kenedugu fu segnata da una relativa pace rispetto agli stati vicini dell'epoca.
Nel XVIII secolo, Kenedugu era un'estensione dell'Impero di Kong. Nel 1825, il potere di Kong nella regione era diminuito e il regno, sotto il governo di Duala Ba Traoré, riuscì a stabilire l'indipendenza.
A Duala Traoré successe il figlio Tieba, che dovette affrontare una doppia minaccia esterna: le forze coloniali francesi e il neonato Impero Wassulu iniziarono a inghiottire i partner commerciali di Kenedugu nel sud, nell'ovest e nell'est. Faama Tieba trasferì la capitale da Bougoula a Sikasso, città natale di sua madre, nel 1877. Lì costruì un nuovo palazzo su una collina strategica chiamata Mamelon e un'imponente cinta muraria, la Tata di Sikasso, che rimane oggi un'attrazione turistica.
Il conflitto di Kenedugu con l'impero Wassulu di Samory Turé iniziò nel 1884, quando Tieba inviò suo fratello Siaka a rafforzare la frontiera tra i due regni sul fiume Bagoe. La regione divenne presto un campo di battaglia spopolato.  Samory attaccò Sikasso con un esercito di 12.000 uomini nell'aprile 1887 e pose l'assedio alla città per 15 mesi, ma non riuscì a prenderla prima che una colonna francese la salvasse. In seguito, Tieba firmò un trattato di alleanza con i francesi, e continuò la campagna verso est, ma fu avvelenato e morì vicino a Bama a gennaio 1893.
Dopo la morte di Tieba, suo fratello Babemba Traoré salì al trono, espandendo in seguito il territorio di Kenedugu nell'odierno Burkina Faso e Costa d'Avorio. Mantenne i rapporti con la Francia fino al 1898, anno in cui smise di inviare il tributo annuale ed espulse l'ambasciatore francese. I francesi lanciarono allora un assalto di artiglieria contro il tata di Sikasso il 15 aprile 1898, e la città cadde il 1 maggio. Piuttosto che vedere i francesi prendere il controllo della sua città, Faama Babemba ordinò alle sue guardie di ucciderlo. Il territorio di Kenedugu fu quindi infine incorporato nel Sudan francese.